# Аликовский народный театр
Аликовский народный театр — народный театр Аликовского района Чувашской республики, расположен в селе Аликово.

## История становления театра
В 1933 году в Аликово открылась библиотека. Здесь начал работать Василий Илларионович Волков, уроженец деревни Синер. Молодой светоч народа от всего сердца старался повысить культурный уровень сельской жизни. Его усилия не прошли даром — молодёжь стала тянуться к очагу культуры. В 1934 году В. И. Волков впервые организовал здесь драматический кружок, с чего и началась постановка в Аликово спектаклей.
В 1967 году кружковцы талантливо поставили комедию по пьесе Аркадия Эсхеля «Виçĕ туй» («Три свадьбы»). Баянист Константин Волков подготовил музыкальное оформление спектакля. Исполнители главных ролей Вениамин Золотов, Альбина Орехова, Елена Храброва, Геннадий Михайлов и другие как настоящие артисты раскрыли образы персонажей. Приехавшая на просмотр этой постановки из Чебоксар комиссия рекомендовала присвоить драматическому коллективу звание «Народный театр», что и последовало в 1968 году.
Первая работа Аликовского народного театра — комедия по пьесе марийского драматурга Арсения Волкова «Туй икерчи» («Свадебные блины»). Премьера прошла 20 ноября 1968 года. В этой первой работе театра блеснули своим мастерством В. Л. Тихонова (девичья фамилия Золотова), Л. Г. Герасимова, А. Г. Григорьев, А. А. Янович, М. М. Михайлов, Д. И. Илларионов, З. М. Винцова, А. Г. Гурьева. Режиссёр-постановщик спектакля — Дмитрий Илларионов, художник — П. Александров, музыка — К. Волков. Спектакль прошёл 20 показов.
В 1990 году народный театр на десять дней выезжал на гастроли в Башкортостан, участвовал во Всероссийском фестивале с музыкальной комедией «Виçĕ туй» в обновлённом прочтении. В 1992 году театральный коллектив поставил на сцене комическую пьесу «Юрату — хăпарту мар» («Любовь — не игрушка»), эту же работу вынес на суд жюри республиканского фестиваля народных театров. Спектакль дважды был показан по Чувашскому телевидению.

## Достижения театра
- Диплом 1-й степени республиканского фестиваля к 100-летию со дня рождения В. И. Ленина — 1970.
- Диплом республиканского художественно-творческого смотра сельских коллективов к 50-летию СССР — 1972.
- Диплом II степени 1-го Всесоюзного фестиваля народного художественного творчества — 1976.
- Диплом Секретариата Союза писателей СССР на Всесоюзном смотре народного творчества к 40-летию Великой Победы — 1987.
- Диплом лауреата республиканского фестиваля народного творчества к 60-летию Великого Октября — 1987.
- Специальный диплом Открытого конкурса театральных коллективов «Здесь и сейчас» в г. Смоленск, 2021.[1]